# Baker (Montana)
Baker is een plaats (city) in de Amerikaanse staat Montana, en valt bestuurlijk gezien onder Fallon County.

## Demografie
Bij de volkstelling in 2000 werd het aantal inwoners vastgesteld op 1695.
In 2006 is het aantal inwoners door het United States Census Bureau geschat op 1629, een daling van 66 (-3,9%).

## Geografie
Volgens het United States Census Bureau beslaat de plaats een oppervlakte van
2,4 km², waarvan 2,2 km² land en 0,2 km² water. Baker ligt op ongeveer 895 m boven zeeniveau.

## Plaatsen in de nabije omgeving
De onderstaande figuur toont nabijgelegen plaatsen in een straal van 48 km rond Baker.